# Жмиевка
Жмие́вка (укр. Жміївка) — село, входит в Иванковский район Киевской области Украины.
Население по переписи 2001 года составляло 525 человек. Почтовый индекс — 07230. Телефонный код — 4591. Занимает площадь 1,2 км². Код КОАТУУ — 3222081201.

## Местный совет
07230, Київська обл., Іванківський р-н, с. Жміївка